# Bavincourt Communal Cemetery
Bavincourt Communal Cemetery is een begraafplaats gelegen in de Franse plaats Bavincourt (Pas-de-Calais). De militaire graven worden onderhouden door de Commonwealth War Graves Commission.
De begraafplaats telt 5 geïdentificeerde Gemenebest graven uit de Eerste Wereldoorlog.